# Полаткошинський сільський округ
Полатко́шинський сільський округ (каз. Полатқосшы ауылдық округі, рос. Полаткошинский сельский округ) — адміністративна одиниця у складі Жамбильського району Жамбильської області Казахстану. Адміністративний центр та єдиний населений пункт — село Жалпак-Тобе.
Населення — 9833 особи (2021; 8394 у 2009, 7653 у 1999, 6903 у 1989).
Станом на 1989 рік існувала Пулаткошинська сільська рада (село Жалпактобе). 2019 року до складу сільського округу була включена територія площею 1,36 км² земель державного земельного фонду.

## Склад
До складу округу входять такі населені пункти:
| Населений пункт   | Старі назви | Населення, осіб (1989) | Населення, осіб (1999) | Населення, осіб (2009) | Населення, осіб (2021) |
| ----------------- | ----------- | ---------------------- | ---------------------- | ---------------------- | ---------------------- |
| Жалпак-Тобе, село | Жалпактобе  | 6874                   | 7653                   | 8394                   | 9833                   |
| Киршинди, село    | -           | 29                     | -                      | -                      | -                      |